# 塹壕の中に無神論者はいない
「塹壕の中に無神論者はいない」（ざんごうのなかにむしんろんじゃはいない、There are no atheists in foxholes）というフレーズは、戦場（塹壕の中）のような極限のストレスや緊張に晒された時、どんな人も神を信じ、あるいは神に期待する（ゆえに無神論者はいない）ということを述べた格言。

## 由来
このフレーズの由来ははっきりしない。米国の従軍司祭ウィリアム・トーマス・カニングスは、1942年のバターンの戦いにおいて屋外の説教でこのフレーズを述べた可能性があるが、その説教を直に聴いた人を研究者らは見つけられていない。他の資料によると、ウォレン・J・クリア中佐（あるいは彼と話していた氏名不詳の軍曹）が、1942年にやはりバターンにいてその言葉を公にしたとしていたり、あるいはウィリアム・ケイシ中佐の名を挙げている。このフレーズは従軍記者アーニー・パイルのものとされることもあるが、それを示す資料がパイルの死が知られるより前に公にされたことはない。このフレーズはアイゼンハワー大統領も、ホワイトハウスから放送された1954年2月7日の米国退役軍人会の番組における所信表明演説で引用した。やや異なった言い回しでこのフレーズは、第一次世界大戦末期の新聞記事というかなり昔に既に現れており、また似たような考えは、プラトンの『法律』や、マルクスの『ヘーゲル法哲学批判序説』の「宗教は虐げられた生き物の溜息、心なき世界の心、魂なき状態の魂である。宗教は民衆のアヘンである」に見られる。

## 用例
この格言は本来、戦場での兵士の体験を述べたものだが、「検認裁判所に無神論者はいない」というように、他の極めて危険な状況に当てはめられてもきている。この格言は、戦闘中の全ての兵士は砲火の下で「改心する」という意味で時折使われるが、一般には極限の脅威に晒された時どんな人も神の力に頼るものだという信念を言い表している。この格言は正反対の効果について論じる時にも持ち出される。つまり戦場はある種の兵士にとっては、自分の周囲で死と暴力を体験することにより、以前から持っていた神への信仰に疑念を抱かせるというものである。
この格言は戦争とは無関係な文脈でも使われてきている。リーマン・ショックの最中である2008年9月、ベン・バーナンキとポール・クルーグマンはその金融危機への言及において、この格言の類例を世に知らしめた。彼らはハーバード大学教授のジェフリー・フランケルが前年の『ケイトウ・ジャーナル』(Cato Journal) に書いた記事を噛み砕いて言い直したのだが、その元の記事には「彼らは『塹壕の中に無神論者はいない』と言う。それならばおそらく、金融危機の最中にリバタリアンはいないであろう」とあった。

## 著名な反例
殿堂入りした野球選手であり戦闘機パイロットでもあったテッド・ウィリアムズの死とそれに続く遺体の冷凍保存を報じたニュースにおいて、かつてのチームメイトであるジョニー・ペスキーは、ウィリアムズが無神論者だったと述べている。リチャード・ティルマンは、NFL のアメフト選手であり兵士でもあった兄弟のパット・ティルマンへ弔辞を捧げるにあたり、「彼は信仰に篤くはなかった」と述べた。彼が無神論者であることは彼の生涯を描いたドキュメンタリー番組で論じられた。マウント・ソルダッド十字架訴訟のいくつかの裁判で原告となったフィリップ・ポールスンは、無神論者のベトナム従軍兵士である。
『運命を分けたザイル』の著者であるジョー・シンプソンは、殆ど命懸けだったシウラ・グランデ峰への登攀の映画化においてこの格言を述べている。深いクレバスの底に脱水し、孤独に脚を骨折して横たわったときのことを、彼はこう語った。
無神論者の団体のいくつかは、このフレーズに異議を唱えている。信教からの自由連盟は、この格言への異議を訴えるため「塹壕の中の無神論者」というモニュメントを建てている。「無神論と自由思想の軍人協会」(Military Association of Atheists & Freethinkers) は、元々このフレーズはいわゆる格言であり事実ではないということを強調するため、「塹壕の中の無神論者」を標語に掲げている。この協会の200人以上の会員は、陸海空軍に無神論者が居ることを示すため、軍で働いていることを公にしている。米軍の軍人らの宗教的信念は、米国の人口全体のそれと似通っているが、研究によると軍人はわずかに信仰心がより薄いと示唆されている。アメリカ国防総省の人員構成でみると、宗教的に無神論者なのは 0.55% もしくは 1% 未満で、不可知論者（0.12%）、ヒンドゥー教徒（0.07%）、仏教徒（0.38%）、イスラム教徒（0.24%）、ユダヤ教徒（0.33%）といった非キリスト教徒より多かった。ジェイムズ・モロウの「『塹壕の中に無神論者はいない』は無神論者ではなく塹壕にまつわる議論である」という言葉はよく知られているが、それは極限の恐怖に怯え絶望した人間の精神状態や判断が、落ち着いた状態にいる人間のそれ「以上に」合理的とはおよそ考えられないということである。

## 関連する表現
- 溺れる者は藁をも掴む（英語：a drowning man will catch at a straw）
- 苦しい時の神頼み（英語：Danger past, God forgotten、危機が去ったら神を忘れる）